# Повернення Бена
«Повернення Бена» (англ. Ben is Back) — американський драматичний фільм 2018 року, автор сценарію та режисер якого — Пітер Геджес, у головній ролі — Джулія Робертс, Лукас Геджес (син режисера фільму) та Кортні Б. Венс . Сюжет фільму розповідає про матір, яка намагається допомогти сину-наркоману після повернення додому з реабілітації.
Світова прем'єра фільму відбулася на Міжнародному кінофестивалі у Торонто 8 вересня 2018 року, а у кінопрокат вийшов 7 грудня 2018 року завдяки дистриб'юторам LD Entertainment, Roadside Attractions та Lionsgate . Фільм отримав загалом позитивні відгуки критиків, які високо оцінили гру Геджеса та Робертс.

## Сюжет
Приїхавши додому зі своїми дітьми на Святвечір, Голлі Бернс зі здивуванням бачить свого сина Бена, що стоїть на дорозі біля дому. Бен перебуває на реабілітації протягом останніх кількох місяців, і його поки що не планують відпускати. Бен каже їм, що його поручитель сказав, що подорож додому буде для нього корисною. Голлі сумнівається, але рада бачити його і каже, що Бен може побути дома протягом 24 годин за умови, що він не зникатиме з її поля зору.
Голлі виводить Бена, щоб придбати святкові подарунки і купити йому одяг для церкви. У торгівельному центрі Голлі наштовхується на колишнього лікаря Бена, а тепер старого, хворого на недоумство. Коли його дружина відходить, Голлі сварить старого за те, що він підсадив її сина на знеболюючі препарати після аварії на сноуборді, коли він був молодшим. Бен також здійснює очний контакт з тим, хто чітко його впізнає. Бен помітно нервує. Він каже Голлі, що йому потрібно негайно потрапити на зустріч групи підтримки .
На зустрічі Бен ділиться історією про те, як він майже помер від передозування, але його мама і собака врятували йому життя. Після зустрічі до нього підходить молода дівчина. Він її не впізнає, але вона каже йому, що він був її дилером, і запитує, чи не хоче він востаннє розділити дозу з нею.
Повернувшись до покупок, Голлі знову знаходить наркотики у Бена, і він стверджує, що дівчина на зустрічі передала їх йому. Голлі відбирає наркотики, і вони йдуть додому, готуються до відвідання церкви. У церкві вони бачать розгублену жінку. Голлі підходить до неї і висловлює співчуття з приводу втрати дочки Меггі. Мається на увазі, що Меггі була подругою чи дівчиною Бена та товаришкою по залежності від наркотиків.
Сім'я їде додому з церкви уже вночі та виявляє, що хтось увірвався до їхнього будинку і викрав улюбленого собаку Понса. Зрозумівши, що це має щось спільне з ним, Бен тікає, щоб знайти собаку. Голлі слідує за ним у машині, і вони, врешті, їздять повсюди, намагаючись знайти собаку разом. Спершу вони відвідують одного з колишніх викладачів Бенової школи, про якого Голлі в шоці дізналася, що він постачав наркотики синові в обмін на сексуальні послуги. Далі вони йдуть до квартири батька Меггі. Бачачи його, як він спить, і собаку не видно, вони відступають до своєї машини, але він прокидається і сердито розбиває вікно машини, кричачи про те, щоб Бен ішов геть.
Під час вечері в кафе Бен розповідає Голлі, що це він підсадив Меггі на наркотики і несе відповідальність за її смерть. Він каже, що збрехав Меггі, переконавши її, що наркотики — це найкраща річ. Голлі намагається пояснити йому, що це не була брехня, бо в той час, коли він їй казав ці слова, вважав це правдою. З'являється друг дитинства Бена Спенсер (хлопець з торгового центру) і після фізичного протистояння підтверджує побоювання Бена: Клейтон, наркодилер, у якого він працював, — той, хто забрав собаку. Бен намагається змусити маму йти додому, кажучи їй, що це буде небезпечно, і вона повинна дозволити йому впоратися самому. Він також каже, що він брехун і вартий усіх негараздів, але Голлі відмовляється залишити його.
Бен зумів обманути Голлі у магазині, залишивши її на заправці, поки сам їде на зустріч до Клейтона. Бен намагається викупити свою собаку назад, але Клейтон каже, що Бен повинен зробити ще одну роботу для нього — доставити наркотики. Тим часом Голлі йде до мами Меггі по допомогу. Мама Меггі дарує їй медичний комплект для реанімування людини, яка перенесла передозування, та ключі від її машини, щоб поїхати знайти Бена. Голлі відслідковує Спенсера і дає йому наркотики, які вона раніше конфіскувала у Бена, в обмін на те, щоб він сказав їй, де може бути Бен. Голлі також йде до аптеки, де намагається замінити імовірно задавнені ліки проти передозування. Аптекарка відмовляється замінити, оскільки політика аптеки — не заохочувати безвідповідальну поведінку.
Бен виконує місію і отримує свою собаку назад, але Клейтон також дарує йому певний препарат як подяку. Бен їде в ту саму аптеку, де раніше відмовили Голлі обміняти ліки проти передозування на підставі того, що не бажають заохочувати погану поведінку, і, що іронічно, він отримує шприц від тієї самої людини. Бен під'їжджає до покинутої комори та парку збоку від дороги. Він залишає Понса у машині з запискою, в якій просить того, хто це знайде, зателефонувати Голлі.
Блукаючи всю ніч, безуспішно шукаючи Бена, Голлі нарешті відправляється до відділення поліції. Коли вона починає кричати про те, щоб хтось знайшов і заарештував її сина, раптом телефонує чоловік, який знайшов Понса. Голлі виїжджає, щоб забрати його. Понс веде її стежкою до старої комори, де вона знаходить Бена без свідомості, оскільки він використав наркотики Клейтона. Голлі скористалася налоксоновим набором, отриманим від мами Меггі, і робить йому штучне дихання. У самому фіналі фільму Бен приходить до тями.

## У ролях
- Джулія Робертс у ролі Голлі Бернс-Бібі, матері Бена та Айві, дружини Ніла
- Лукас Геджес у ролі Бена Бернса, сина Голлі, брата Іві, пасинка Ніла
- Кортні Венс у ролі Ніла Бібі, вітчима Бена та Айві, чоловік Голлі
- Кетрін Ньютон у ролі Айві Бернс, сестри Бена, дочки Голлі, пасербиці Ніла
- Рейчел Бей Джонс у ролі Бет Коніерс, матері померлої колишньої подруги Бена, Меггі
- Девід Залдівар у ролі Спенсера «Павука» Веббса, наркомана і одного із старих друзів Бена
- Александра Парк у ролі Кари К. на зустрічі групи підтримки, замовниці наркотиків у Бена
- Майкл Еспер у ролі Клейтона, місцевого постачальника наркотиків Бену та викрадач Понса
- Тім Гвіней у ролі Філа, члена групи підтримки
- Генрі Страм у ролі містера Річмана, вчителя історії середньої школи Бена, який дав Бену оксиконтин в обмін на сексуальні послуги
- Майра Лукреція Тейлор у ролі Саллі, безпритульна жінка
- Крістін Гріффіт у ролі місіс Крейн, дружини лікаря, враженого хворобою Альцгеймера
- Міа Фаулер у ролі Лейсі Бернс-Бібі, маленької сестри Бена — 10 років
- Джакарі Фрейзер у ролі Ліам Бернс-Бібі, 6-річного син Ніла та Голлі
- Понс у ролі сімейного пса

## Виробництво
Проект був оголошений у жовтні 2017 року, у ньому зіграли Лукас Геджес та Джулія Робертс . У листопаді Кетрін Ньютон була назначена на роль сестри Бена Айві, а Александра Парк — на роль дівчини, що приєдналася до групи наркоманів, з якими Бен зустрічається під час зустрічі з групою підтримки . Зйомки фільму розпочалися 5 грудня, тоді Кортні Б. Венс приєднався до акторської групи у ролі вітчима Бена. Зйомки проходили в Йонкерсі, Нью — Йорку, Слоутсбурзі, Ларчмонті, Мемаронеку, Гарнервілі і Гейверстро, Нью — Йорк .

## Вихід
У липні 2018 року LD Entertainment, Roadside Attractions та Lionsgate придбали права на розповсюдження фільму, який вони випустили 7 грудня 2018 року. Фільм мав свою світову прем'єру на Міжнародному кінофестивалі у Торонто 8 вересня 2018 року.

## Критика
За даними агрегатора рецензій сайту Rotten Tomatoes, 82 % критиків дали фільму позитивний відгук, заснований на 201 оглядах, з середньою оцінкою 6,86 / 10. Резюме критиків вебсайту зазначає: «Свіжість фільму „Повернення Бена“ в тому, що він підриває стереотипи сімейної драми і дає місце для приголомшливої гри Лукаса Геджеса та Джулії Робертс». У Metacritic фільм має середньозважену оцінку 66 із 100 на основі 39 відгуків, що свідчить про «загалом сприятливі відгуки».

## Схвальні відгуки
Фільм був номінований на найкращий фільм року «Кіно для миру».